# Thors Hans Hansson
Thors Hans Hansson, född 1950, är en svensk fysiker som är verksam som professor i teoretisk fysik vid Stockholms universitet.
Hansson disputerade 1979 vid Göteborgs universitet med en doktorsavhandling inom elementarpartikelteori (kvarkar). Hans senare forskning har gällt teoretiska aspekter av den kondenserade materiens fysik.
Hansson har varit aktiv inom popularisering av fysik och naturvetenskap genom bland annat föreläsningar, artiklar i dagspress och i Folkvett.
Hansson invaldes som ledamot av Kungliga Vetenskapsakademien 2009. Han blev omkring 2015 ledamot av Nobelkommittén för fysik.